# ポッドキャストを初めて聴いて「いいな」と思ったお姉さんがまさかセクシー女優の矢埜愛茉??虜になるのは間違いなくラジオライフが変わりそう
『ポッドキャストを初めて聴いて「いいな」と思ったお姉さんがまさかセクシー女優の矢埜愛茉??虜になるのは間違いなくラジオライフが変わりそう』（ポッドキャストをはじめてきいていいなとおもったおねえさんがまさかセクシーじょゆうのやのえま??とりこになるのはまちがいなくラジオライフがかわりそう）は、TBS Podcastで配信されるラジオ番組。

## 概要
2024年9月13日開始。ラジオ好きの矢埜愛茉がパーソナリティを務めるポッドキャスト番組。略称は「えまラジ」。長い番組タイトルは矢埜の本業であるアダルトビデオ作品に説明的で長いタイトルが多いことにちなむ。SODクリエイト制作のポッドキャスト『前田美里のしゃべりたりない(仮)』→『矢埜愛茉のしゃべりたりない』（2023年10月 - 2024年9月）を前身番組とする。
原則毎週金曜日 20:00更新。1回の収録時間は約25分。番組の略称及び推奨ハッシュタグは「#えまラジ」。

## パーソナリティ
- 矢埜愛茉

## 主なコーナー
愛茉が全部おしえてあげる
親や友達には言えない、性にまつわる相談、お悩み、疑問を募集。性以外の悩み、質問にも答える。（通常ラジオメールと異なる変名などの）匿名投稿も受け付ける。
AV素朴な疑問
AVにまつわる素朴な疑問に、現役女優・矢埜愛茉が答える。11月配信分より「愛茉が全部おしえてあげる」コーナーからAV関連の質問回答を分割。
やのえまTOP3
2025年1月10日開始。矢埜が好きな映画などのベスト3を発表。
本人が解説！#矢埜愛茉、〇〇!
初回は2025年3月28日配信分。矢埜が自身の作品サンプル映像を見ながら見どころや撮影の裏側の解説を行う。サンプル動画の音声は切っているが、聴取者からは攻めた企画だと指摘されており、TBSラジオの放送コードの心配をされている。〇〇には「最新作」「温泉もの」「初VR」など、作品に合わせた単語が入る。
やのえま組 出欠確認
初回は2025年6月6日配信分。やのえま組メンバーになりたいリスナーからの自己紹介および矢埜や番組を知ったきっかけのメールを募集。読まれた場合は矢埜が独断と偏見で選んだ出席番号が与えられる。
高まる
人によって異なる「致す」時の気持ちの高まりポイント。キス、床に落ちた下着など、僕だけかもしれないそんなポイントをこっそり教えあうコーナー。

### 過去の主なコーナー
矢埜エアLINE
矢埜愛茉とエアーでLINEのやりとりをするコーナー。毎週異なるシチュエーションのお題で募集をかけ、矢埜愛茉に刺さりそうなLINE文章を考えて投稿してもらう。2024年12月13日配信分で最終回。
ワード
性器やひとりエッチなど、下ネタワードの独自の名称を募集。ふつオタで男性器を「刀」と呼称する投稿がきっかけとなり募集開始。
AVグッとするワンシーン→ブラジャーを外した時にワイヤーの跡があるとグッとくる!
「くるぶしのアップが好き」など、ニッチすぎて私だけが刺さってるのではないかというAVのシーンを募集。初回の投稿内容を踏まえ、2024年12月20日配信分よりコーナータイトルを変更。
29歳の時、何してた?
矢埜が29歳になったことを受け、充実した30歳を迎えるためリスナーが29歳の時に熱中していたこと、悩んでいたことを募集する。29歳未満のリスナーは29歳になった時を想像して応募する。
グラドル時代のウソ・ホント
2025年3月3日開始。グラビア時代のインタビューを掘り起こし、この時の発言の真偽を矢埜本人に問いただすコーナー。

## スタッフ
- 制作：TBS GLOWDIA
- 制作著作：TBSラジオ